# Duff Gibson
Duff Gibson (Vaughan, Ontário, 11 de agosto de 1966) é um piloto de skeleton canadense. Nos Jogos Olímpicos de Inverno de 2006 em Turim conquistou a medalha de ouro na prova masculina.